# M-DISC

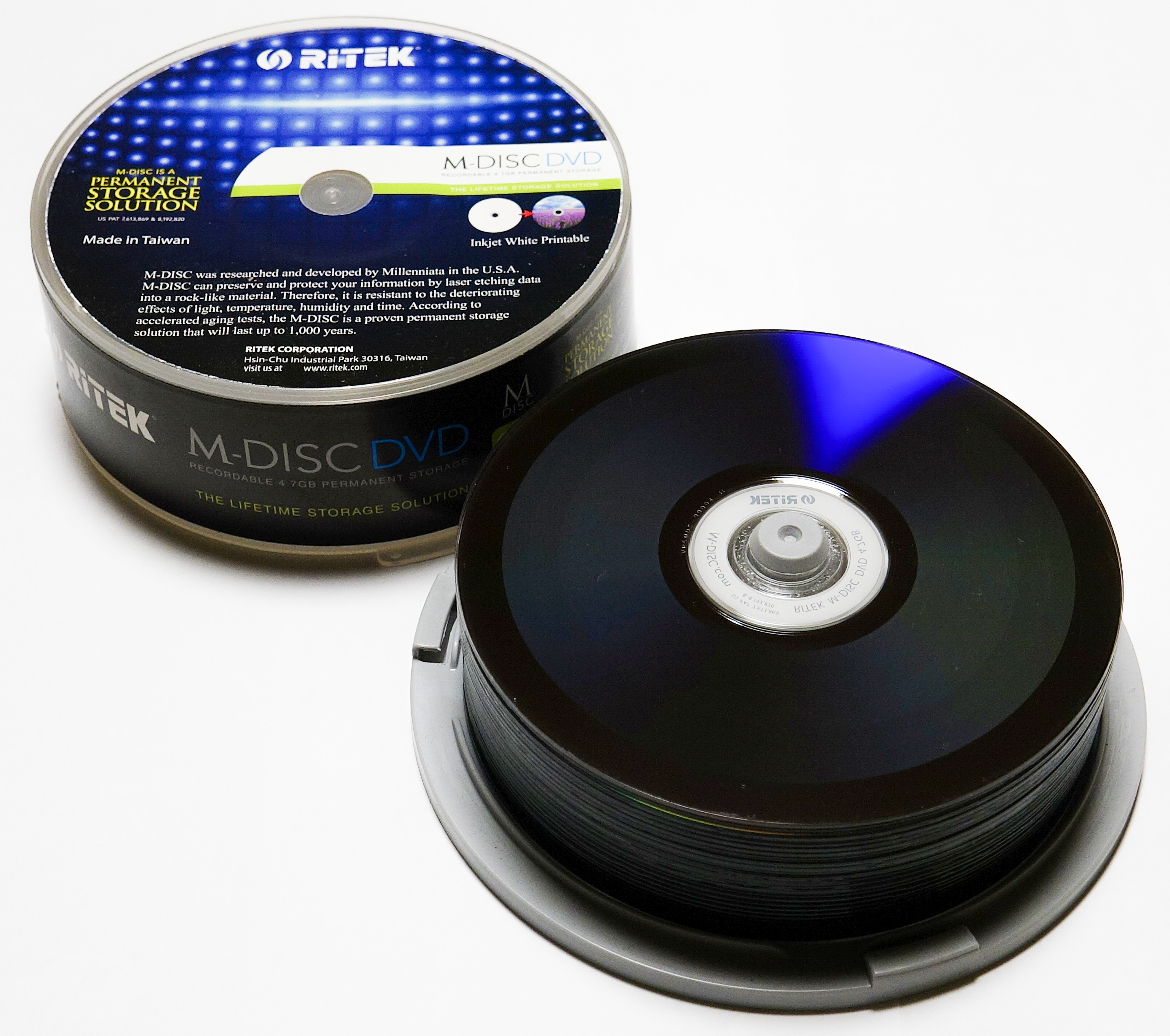
M-DISC

M-DISC（Millennial Disc）はMillenniata社が開発した長寿命の追記型光ディスク。

## 概要
- 色素層の化学変化を用いる追記型光ディスクとは異なり、色素層や反射層を持たず、無機系の材料を使用。
- 高出力レーザーで物理的な凹みを作り記録する（プレスされたディスクのピットは凸であり逆となる）。
- 耐光性、耐熱性、耐湿性に優れ、長期の読み出しが可能（「1000年持つ」と開発元は主張）。
- DVD-Rは片面一層タイプ。
- BD-Rは片面一層(BD-R)、二層(BD-R DL)、三層(BD-R XL)タイプが発売中[1]。
- M-DISC書き込みには対応ドライブが必要であるが、読み込みは一般のドライブ、プレーヤー等で可能とされる。
- 上限記録速度は、一般の追記型ディスクよりやや遅い。

## 製造メーカー
- ディスク
  - Millenniata（米国、製造国はチェコ）
  - CMCマグネティクス（台湾）
  - RiTEK（台湾）プリンタブルタイプも供給。
  - 三菱ケミカルメディア（日本）
- ドライブ
  - LGエレクトロニクス（韓国）日本国内向けは自社の他、アイ・オー・データ機器等にOEMでも供給。
  - パイオニア（日本）